# Keith Olbermann
Keith Theodore Olbermann (nacido el 27 de enero de 1959) es un presentador de noticias, comentarista deportivo, comentarista de noticias, y escritor de izquierda estadounidense. Presenta Countdown with Keith Olbermann, un programa de noticias y comentarios que se transmita cada noche por una hora de duración en MSNBC. Al empezar de la temporada 2007 de la NFL, Olbermann también actúa como copresentador del programa Football Night in America en NBC. 
Olbermann pasó los primeros veinte años de su carrera en el periodismo deportivo. Fue un corresponsal deportivo para CNN en los años 1980 y ganó el premio Mejor comentarista deportivo de la Associated Press de California tres veces. Luego, fue copresentador de SportsCenter en ESPN a partir de 1992 a 1997. Después de salir de ESPN en medio de controversia, Olbermann se hizo un presentador deportivo y productor para Fox Sports Net desde 1998 a 2001.
Después de dejar Fox, Olbermann ingresó en MSNBC de nuevo y comenzó presentar Countdown with Keith Olbermann en 2003. Olbermann ya ha encontrado el hueco en los comentarios de noticias por cable y subió a la prominencia por sus críticas mordaces de políticos importantes y personajes públicos, la mayoría de que son miembros de la derecha política estadounidense. Ha discutido con Bill O'Reilly, su comentarista rival, y les dio muchas críticas al gobierno del presidente George W. Bush y a la campaña presidencial infructuosa del senador John McCain. Aunque muchos lo han definido como liberal, por menos alguna vez él mismo ha declarado que "No soy liberal, soy estadounidense."